# Bölcskei Gusztáv
Bölcskei Gusztáv (Szamoskér, 1952. július 30. –) református lelkész, teológus, a Tiszántúli református egyházkerület püspöke 1997-től 2014-ig, illetve ugyanebben az időszakban a Magyarországi Református Egyház Zsinatának lelkészi elnöke. A Református Egyházak Világközössége (REV) Végrehajtó Bizottságának tagja, a REV Európai Tanácsának volt elnöke, egyetemi tanár a Debreceni Református Hittudományi Egyetemen.

## Életpályája
Dr. Bölcskei Gusztáv Szamoskéren született 1952. július 30-án, lelkészcsalád hatodik gyermekeként.
Általános iskolai tanulmányait szülőfalujában, a középiskolát a Debreceni Református Kollégium Gimnáziumában végezte. Érettségi vizsgát 1970-ben tett, majd egy esztendeig egy állami gondozott gyermekotthonban dolgozott Nyírmártonfalván, képesítés nélküli nevelőként. 1971 és 1976 között a Debreceni Református Teológiai Akadémián tanult.
Az 1977/78-as tanévben ösztöndíjasként két szemesztert töltött a németországi Tübingenben. 1979-től a Debreceni Református Teológiai Akadémia tanársegédjeként tanított. 1984 decemberében kinevezték a Debreceni Református Kollégium Gimnáziuma vallástanárának.
1990-ben lett a DRHE Szociáletikai Tanszék vezetője. A ’90-es években két tanévben volt a DRHE dékánja, majd a Debreceni Református Kollégium főigazgatója. 1994-ben doktorált a Budapesti Református Teológiai Akadémián, Arthur Rich szociáletikai gondolkodásának struktúrája címmel.
Két egyetem adományozott számára díszdoktori címet (Doctor Honoris Causa), a kolozsvári Babeș–Bolyai Tudományegyetem 2003-ban, valamint a budapesti Evangélikus Hittudományi Egyetem 2005-ben.

### Egyházi munkássága
1976-tól 1977-ig exmisszus segédlelkész volt Berettyószentmártonban, majd Tiszanagyfaluban. Lelkésszé szentelése után 1978-tól 1984-ig Tégláson, majd Hajdúhadházon volt lelkipásztor.
1997-ben a Tiszántúli Református Egyházkerület püspökévé, valamint a Magyarországi Református Egyház Zsinatának lelkészi elnökévé választják. Mindkét hivatalát a maximális három cikluson keresztül viselte, egészen 2014. december 31-ig.
2006-tól 2011-ig a Református Egyházak Világszövetsége (ma: Református Egyházak Világközössége) Európai Tanácsa elnöki tisztségét is betöltötte. A Református Egyházak Világközössége Végrehajtó Bizottságának tagja.
Bölcskei Gusztáv a 2004-2014 között a 2004 óta működő Generális Konvent és a 2009. május 22-én megalakult Magyar Református Egyház de facto vezetője.

### Tudományos és közéleti tevékenysége
Tudományos területe a egyháztörténet és a rendszeres teológia, azon belül is specifikus szakterülete a szociáletika. A hazai és nemzetközi tudományos élet ismert szereplője, több hazai és nemzetközi tudományos testület tagja, vezetője.
2002-ben másokkal együtt ügynöki (besúgói) tevékenység gyanújába került. Akkor ezt tagadta, cáfolta és önmaga ellen átvilágítást kért, amelyet elvégeztek és az erről szóló, a gyanú alól a személyét akkor tisztázó határozatot közzé is tették. Később igazolódott, hogy Bölcskei Gusztáv lelkész „Bátori” fedőnéven III/III-as ügynök volt. Bölcskei ügynök volt, pontosabban „Bátori” fedőnéven III/III-as titkos megbízott, „hazafias” alapon, azaz önként, az eredeti 6-os kartonja szerint. Beszervező tisztje ("Szabó Béla") 
1979 óta vesz részt a Magyarországi Református Egyház Doktorok Kollégiumának munkájában, 1984 és 1988 között a Rendszeres Teológiai Szekció titkára, 1995-től a Szociáletikai Szekció elnöke. Az Európai Etikusok Nemzetközi Kutatótársaságának, a Societas Ethica-nak 1986 óta rendes, 1991 óta pedig elnökségi tagja. 1990 és 1996 között a Tiszántúli Református Egyházkerület Teológiai Bizottságának elnöke, a lelkésztovábbképzés tanulmányi munkájának szervezője. A Coetus Theologorum (Magyar Református Teológiai Tanárok Konferenciája) titkára.
Számos nemzetközi konferencia résztvevője, vendégelőadó: Hamburg (1981), Josefstal (1982), Wuppertal (1983), Montreux (1988), Durham (1989), Walberberg (1990), Tutzing (1990), Arhus (1991), Utrecht (1992), Pforzheim – Hohenwart (1993), Genf (1995), Bern (1996), Gomadingen (1996), Genf (2004), Barcelona (2005).

## Főbb publikációi
- Modus Concordiae, Enyed 1564, in: Barton, P. – Makkai L. (ed.), Confessiones ecclesiarum evangelico-reformatorum A.C. et H.C. Europae Centro-Orientalis tempore reformationis, III/1. 1564–1576, Budapest, 1987
- A kezdetektől a váradi iskola beolvadásáig, in: Barcza József (szerk.), A Debreceni Református Kollégium története, Budapest, MORE Zsinati Irodájának Sajtóosztálya, 1988, 9–42. o.
- Idegen eredetű vallási szavak és kifejezések szótára, (Lenkey Istvánnal közösen), Debrecen, Ethnica Alapítvány, 1991 = Idegen szavak szótára. Függelékben az egyházi irodalomban használt hazai és külföldi rövidítések válogatott jegyzéke, (Lenkey Istvánnal közösen), Debrecen, Debreceni Református Kollégium, 1985
- A református egyház, in: Gesztelyi Tamás (szerk.), Egyházak és vallások a mai Magyarországon, Budapest, Akadémiai Kiadó, 1991
- A Magyarországi Református Egyház, in: Barcza József – Bütösi János (szerk.), „Tebenned bíztunk eleitől fogva”, Debrecen, 1991
- „A halálon túl.” Öt évezred filozófiai és teológiai válaszaiból, (DRTA Etikai és Szociológiai Szemináriumának Füzetei; 1), Debrecen, 1991
- Aufklärung und Säkularisation als Herausforderung für die Kirchen in Ungarn, in: Kirchen im Kontext unterschiedlicher Kulturen, Göttingen, Vandenhoeck & Ruprecht, 1991
- Az Ige fényénél. Válogatás a debreceni Nagytemplomban elhangzott igehirdetésekből, Arató Ferenc, Bölcskei Gusztáv et al., Debrecen, Nagytemplomi Református Egyházközség, 1992
- Europa und seine Grenzen. Kulturelle-anthropologische Unterschiede im Denken über Lebensqualität. Beispiel Ungarn, in: Ethik des Lebens in kulturellen Kontexten, Hg. Societas Ethica, 1994
- Arthur Rich szociáletikai kritériológiája és a XX. század második felének magyar református szociáletikai felismerései, in: „Krisztusért járva követségben…” Tanulmányok Fekete Károly és Lenkeyné Semsey Klára professzorok tiszteletére, Debrecen, DRTA, 1996
- A szociális kérdés a teológiában és az egyházban – akkor és ma, Confessio 1997/2. 36–40. o.
- A legújabb kori egyháztörténetünk áttekintése (1948–1990), in: Barcza József – Dienes Dénes (szerk.), A Magyarországi Református Egyház története 1918–1990. Tanulmányok, (A Sárospataki Teológiai Akadémia Egyháztörténeti Tanszékének kiadványai; 4), Sárospatak, Sárospataki Református Kollégium Teológiai Akadémiája, 1999, 155–172. o.
- A magyarországi református teológiai munka fél évszázada szociáletikai megközelítésből, in: Barcza József – Dienes Dénes (szerk.), A Magyarországi Református Egyház története 1918–1990. Tanulmányok, (A Sárospataki Teológiai Akadémia Egyháztörténeti Tanszékének kiadványai; 4), Sárospatak, Sárospataki Református Kollégium Teológiai Akadémiája, 1999, 191–200. o.
- Krisztus követésében – szabadon, avagy létezik-e „vidám engedelmesség”?, in: Sulyok Elemér – Varga Mátyás (szerk.): Találkozások – Várszegi Asztrik pannonhalmi főapát hatvanadik születésnapjára, Pannonhalma, Pannonhalmi Főapátság, 2006, 195–204. o.
- A hatalom alá vetett ember szabadsága. Az egyház igehirdetése a szekularizált ember felé, in: Látó szívvel (Lukács László piarista szerzetes köszöntésére), Budapest, Vigilia, 2006, 188–192. o.
- Tudom, kinek hittem. Igehirdetések; Blende Bt., Debrecen, 2007

## Díjak, kitüntetések
- Dr.h.c. (díszdoktori cím), Babeș-Bolyai Tudományegyetem (Kolozsvár, Románia), 2003
- Schönvisner István-emlékérem, 2003
- Dr.h.c. (dísztoktori cím), Evangélikus Hittudományi Egyetem (Budapest), 2005
- Debrecen Város Díszpolgára, 2006

## Lásd még
- Magyarországi Református Egyház
- Debreceni Református Hittudományi Egyetem
- "Krisztusért járva követségben...". Teológia, igehirdetés, egyházkormányzás. Tanulmánykötet a 60 éves Bölcskei Gusztáv születésnapjára; szerk. Fazakas Sándor, Ferencz Árpád; DRHE, Debrecen, 2012 (Acta theologica Debrecinensis)
- A nyilvántartottak között volt Bölcskei Gusztáv református lelkész, püspök (1997-2014)  (fedőneve: „Bátori”). Ügynök-ügy: nyilvántartásba vett lelkészek. A THÉMA (THEOLOGIAI ÉLET MA), protestáns tanulmányi kör lapja a 2010/1-2. számában Kósa László, Az állambiztonsági szervezet hálózata a református egyházban a diktatúra idején című, két évvel ezelőtti előadásának anyagát tette közzé. „Jelen számunk Kósa László 2008. november 22-én, egyesületünk tanulmányi napján tartott előadását adja közre.”. Cívis hír. 2010.09.18.[4]

## Külső hivatkozások
- Önéletrajza a reformatus.hu-n
- Önéletrajz a drhe.hu-n